# Драгонеа (Салерно)
Драгонеа (итал. Dragonea) је насеље у Италији у округу Салерно, региону Кампанија.
Према процени из 2011. у насељу је живело 1775 становника. Насеље се налази на надморској висини од 296 м.